# Mbang-Mboum
Mbang-Mboum (ou Bang-Mboum) est un village de la commune de Nganha située dans la Région de l'Adamaoua et le département de la Vina au Cameroun.

## Population
Lors du recensement de 2005, on y a dénombré 1 126 habitants dont 566 de sexe masculin et 560 de sexe féminin. Ce sont principalement des Mboums.

## Climat
Mbang-Mboum bénéficie d'un climat tropical, de type Aw selon la classification de Köppen, avec des pluies moins importantes en hiver qu'en été, une température moyenne annuelle de 22,4 °C et une moyenne de précipitations annuelles de 1 497 mm.

## Projets sociaux et économiques
Le Plan Communal de Développement de Ngan-Ha, élaboré en 2013 et validé par le Conseil Municipal Elargi aux Sectoriels (COMES), a proposé plusieurs projets productifs, sociaux, transversaux, et infrastructurels. Ces derniers visent l'amélioration des conditions de la commune. Ils concernent ainsi tous les villages et notamment Mbang-Mboum.
On a planifié :
- la construction et l’équipement de 14 salles de classe dans les CES de Mbang-Mboum ce qui devrait coûter 24 500 000 FCFA ;
- la construction et l’équipement de deux maternités[3].

### L'agriculture
L’agriculture constitue la principale source de revenu des populations à Mang-Mboum. On cultive plusieurs produits.
| Spéculations    | Rendements |
| --------------- | ---------- |
| Manioc          | 6 t/ha     |
| Maïs            | 4 t/ha     |
| Igname          | 5 t/ha     |
| Haricot rouge   | 1,2 t/ha   |
| Pommes de terre | 4,8 t/ha   |
| Tomate          | 1,2 t/ha   |
| Patate          | 8,5 t/ha   |